# A Runaway Colt
A Runaway Colt è un cortometraggio muto del 1917 diretto da J.A. Richmond. Sceneggiato da Charles Hale Hoyt (che appare anche tra gli attori) e prodotto dalla Selig, aveva come interpreti Frank Casey, Amy Dennis, William Fables, James Harris.

## Produzione
Il film fu prodotto dalla Selig Polyscope Company.

## Distribuzione
Distribuito dalla General Film Company, il film - un cortometraggio in due bobine - uscì nelle sale cinematografiche statunitensi il 23 luglio 1917.